# Nicolas Rashevsky
Nicolas Rashevsky   (Txerníhiv, 9 de novembre de 1899 - Holland, 16 de gener de 1972) va ser un matemàtic estatunidenc d'origen rus.

## Vida i Obra
Nascut a Chernigov a l'Imperi Rus (actualment Ucraïna), va estudiar matemàtiques a la universitat de Kíiv en la qual es va graduar el 1919. A causa de la revolució Russa, va emigrar a Istanbul i a Praga. El 1924 se'n va anar als Estats Units on va asumir una tasca d'investigador al centre de recerca de la companyia de material elèctric Westinghouse a Pittsburgh. Aquí es va començar a interessar per la biologia matemàtica que va poder desenvolupar amplament quan va ser nomenat professor de la universitat de Chicago el 1934. Hi va dirigir un Comité per la Biologia Matemàtica. El 1964, arrel d'un desacord amb les autoritats acadèmiques de la universitat sobre la gestió del Comité, va dimitir. A partir de 1965 va ser professor de biologia matemàtica de l'Institut de Recerca en Malalties Mentals de la universitat de Michigan a Ann Arbor.
El seu treball en l'aplicació de les matemàtiques a la biologia va ser pioner. Segons Rashevsky, qualsevol concepte i fenomen social pot i s'ha d'expressar matemàticament. Per això, crea models per descriure el comportament d'un individu en funció de les condicions objectives circumdants.